# Division de Kuching
La Division de Kuching (en malais, Bahagian Kuching) est une division administrative de l'État de Sarawak en Malaisie. Avec une superficie de 4 559,5 km2, elle faisait partie de ce qui était appelée la « Première Division » et constitue le centre et le point de départ du Sarawak moderne.
Les 705 546 habitants de la Division sont principalement des Malais, des Chinois, des Bidayuh, des Melanau, des Iban et des Bumiputera.

## Districts
La Division de Kapit est elle-même divisée en trois districts suivants :
| Nom                 | Surface   | Capitale |
| ------------------- | --------- | -------- |
| District de Bau     | 884 km2   | Bau      |
| District de Kuching | 1 498 km2 | Kuching  |
| District de Lundu   | 1 812 km2 | Lundu    |

## Membres du parlement
| Parlement          | Membre                    | Parti        |
| ------------------ | ------------------------- | ------------ |
| P192 Mas Gading    | Mordi Bimol               | PH (DAP)     |
| 193 Santubong      | Wan Junaidi Tuanku Jaafar | GPS (PBB)    |
| 194 Petra Jaya     | Fadillah Yusof            | GPS (PBB)    |
| 195 Bandar Kuching | Kelvin Yii Lee Wuen       | PH (DAP)     |
| 196 Stampin        | Chong Chieng Jen          | PH (DAP)     |
| 198 Puncak Borneo  | Willie Mongin             | PN (BERSATU) |

### Liens connexes
- Division de Malaisie orientale